# Kuglelyn
Et kuglelyn er et gådefuldt fænomen og endnu ikke videnskabeligt anerkendt, da man ikke har en fysisk forklaring på fænomenet. 
Der findes ikke nogen bredt accepteret forklaring på kuglelyn. En af mange teorier der ofte nævnes er at kuglelyn består af glødende plasma, der bliver holdt sammen af et magnetfelt, der dannes i den ladede luft i lynkanalen fra et almindeligt lyn.
En anden teori går ud på at det skyldes bittesmå siliciumpartikler fra jorden, der kastes op i luften ved lynnedslag og går i forbindelsen med ilt og kulstof. Denne blanding vil så danne trådbolde der kan brænde, og udsende lys.
I 2012 fik forskerne Jianyong Cen, Ping Yuan og Simin Xue fra Northwest Normal University optaget et, som de selv skriver formodet, kuglelyn på 5 meter, med en levetid på 1,5 sekund, med et digitalkamera og et højhastighedskamera med høj spektral opløsning. Kuglelynet startede med at være purpurhvid og herefter orange, hvid og til sidst rød. Det spektrale kamera optog kun sidste halvdel af kuglelynslevetiden. Spektralanalysen viste silicium, jern og calcium, hvilket er almindelige grundstoffer i jorden. Forskerne skrev, at det støtter tesen om, at kuglelyn næres af grundstoffer fra jorden, som frigøres under lynnedslag. Dog blev det optagne kuglelyn lysmoduleret med 100 Hz, hvilket med stor sikkerhed skyldes de nærthængende højspændingsledninger.